# Афанасьев, Пафнутий Алексеевич
Афанасьев Пафнутий Алексеевич —  магистр физико-математических наук. 
Окончил отделение физических и математических наук Московского университета. В 1814 году получил степень магистра, в 1815—1816 годах читал в Московском университете алгебру, геометрию и тригонометрию. Умер в молодых летах (после 1821 года сведения о нём отсутствуют).

## Сочинения
- «Арифметика, или начальные основания науки исчисления, для начинающих» (Москва, 1814);
- «Алгебра по руководству Франкера, Лакруа и других новейших математиков» (Москва, 1816 г.);
- «Таблицы логарифмов простых чисел и тригонометрических линий» (СПб., 1818 г.);
- «Хронологическое обозрение Российской империи» (Москва, 1821 года).